# János Martonyi
Dans le nom hongrois Martonyi János, le nom de famille précède le prénom, mais cet article utilise l’ordre habituel en français János Martonyi, où le prénom précède le nom.
János Martonyi (né le 5 avril 1944 à Kolozsvár dans le Royaume de Hongrie) est un homme politique hongrois, ministre des Affaires étrangères de Viktor Orbán de 1998 à 2002, puis de nouveau de 2010 à 2014. Il a fait partie du groupe Amato chargé de préparer la rédaction du traité modificatif de l'UE en 2007.

## Biographie
Mártonyi obtient en 1967 un doctorat en droit à l'université Attila József (JATE) de Szeged. Il admet avoir rédigé de 1964 à 1968 des rapports pour la police secrète hongroise concernant les milieux émigrés hongrois en Allemagne et en France, mais seulement en tant que comptes-rendus de ses voyages d'études. Il exerce en tant qu'avocat et conseiller juridique, puis en 1979 devient secrétaire commercial à l'ambassade de Hongrie à Bruxelles. En 1985, il est nommé chef de division au ministère du Commerce, puis en 1989 commissaire à la privatisation : c'est alors qu'il entre brièvement au Parti socialiste hongrois, peu avant l'effondrement du communisme.
Après le changement de régime, il est vice-président du conseil d'administration de l'agence chargée de la privatisation (Állami Vagyonügynökség) en 1990-1991, puis entre 1991 et 1994 il est secrétaire d'État à l'administration au ministère des Affaires étrangères. Il ouvre ensuite un cabinet d'avocats, et est nommé en 1997 directeur de la Faculté de droit privé international de l'université Attila József (JATE).

### Carrière politique

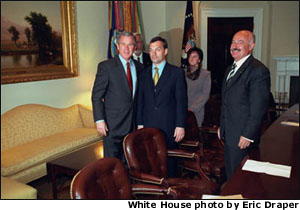
János Martonyi (à droite) avec George W. Bush et Viktor Orbán à la Maison-Blanche.

En 1998, Viktor Orbán le nomme ministre des Affaires étrangères. Au cours de son ministère, le pays progresse dans ses négociations d'adhésion à l'Union européenne et entre dans l'OTAN. En 2003, à la suite de la réorganisation du Fidesz, il adhère à ce parti.
Le 29 mai 2010, il est de nouveau nommé ministre des Affaires étrangères. Ses principales tâches sont de développer une politique étrangère forte et efficace et de préparer la présidence hongroise de l'Union européenne de janvier à juin 2011. Peu avant son investiture, à l'occasion de l'adoption de la loi hongroise permettant aux Hongrois ethniques des pays voisins d'obtenir la nationalité hongroise, qui est considérée par le gouvernement slovaque comme un geste agressif précédé d'une négociation insuffisante entre les deux pays, Martonyi se dit convaincu que cette attitude slovaque est due à la campagne électorale en Slovaquie et est en réalité du domaine de l'hystérie politique ; et concernant la loi slovaque adoptée en réponse retirant la nationalité slovaque à ceux qui auraient obtenu ainsi la nationalité hongroise, il déclare que le gouvernement ne laissera pas une seule fois le champ libre à la hungarophobie sans rien dire, et que sa politique concernant les minorités ethniques peut être résumée par « Ne fais pas de mal aux Hongrois » (Ne bántsd a magyart!, citation de Miklós Zrínyi).
À la fin de la présidence hongroise de l'Union européenne, il déclare : « Les six derniers mois de présidence hongroise de l'UE ont montré que l'Europe était capable de fonctionner et de réagir aux défis, même si c'est parfois de façon lente et saccadée ». Martonyi note que plusieurs objectifs de cette présidence de l'UE peuvent être résumés par le terme « intégration » : l'élargissement de l'UE, l'approbation de la stratégie-cadre sur les Roms et la stratégie sur le Danube, ainsi que les progrès accomplis pour l'adhésion de la Roumanie et de la Bulgarie à l'espace Schengen.

## Sources
- (hu) Sa biographie sur le site de la Fondation des études protestantes hongroises (Magyar Protestáns Tanulmányi Alapítvány)

- (en) Cet article est partiellement ou en totalité issu de l’article de Wikipédia en anglais intitulé « János Martonyi » (voir la liste des auteurs).